# Makan Map
Le Makan Map est un atlas interactif en ligne de la région autonome ouïghoure du Xinjiang située au nord-ouest de la Chine,,,. Cette région s’étend sur 1 664 897 km2, ce qui représente 16 % du territoire chinois. Cet outil cartographique permet de visualiser des données géographiques, administratives et socio-économiques de référence, d’effectuer des analyses statistiques et de produire des cartes thématiques pour cette région. Le  Makan Map constitue le premier atlas multilingue du Xinjiang. Il est conçu en quatre langues : ouïghour, chinois, français et anglais. La version actuelle est la deuxième version du Makan Map. Le développement est continu en vue de futures parutions.

## Développement
- La première version de l'atlas Makan Map a été publiée en mai 2014.
- La deuxième version est opérationnelle depuis mai 2019.

## Description
Les données sont publiées sous quatre formes : tableau, graphique, carte générale et carte thématique. 

### Tableaux
Les tableaux affichent les données statistiques de façon dynamique dans une infobulle. Le nombre des indicateurs socio-économiques affiché varie suivant les divisions administratives : 123 pour le niveau provincial, 47 pour une préfecture et 40 pour un district.  Les indicateurs concernent des domaines variés : géographie, population, divisions administratives, finance, commerce, énergie, ressources naturelles, production agricole et industrielle, éducation, tourisme, etc.

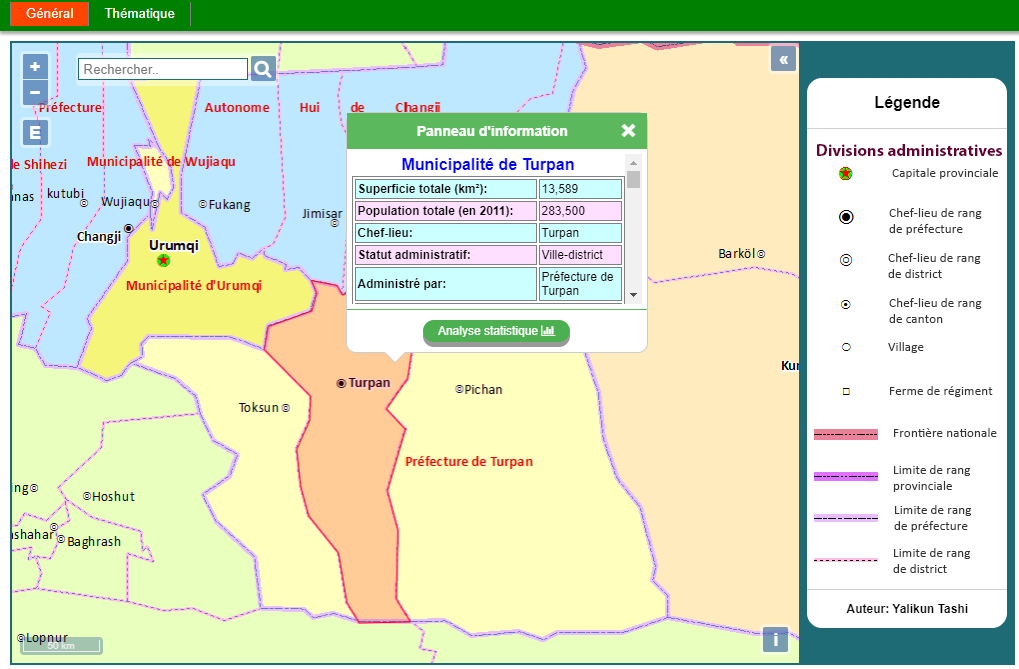
Les tableaux affichent les données statistiques de façon dynamique

### Graphiques
L’atlas propose six types de représentation graphique des données statistiques : graphique en courbes, nuages de points, graphique à barres, diagramme en secteurs, boîtes à moustaches et diagramme de points. Les variables statistiques changent de façon dynamique en fonction des divisions administratives. Les paramètres graphiques sont également personnalisables. 

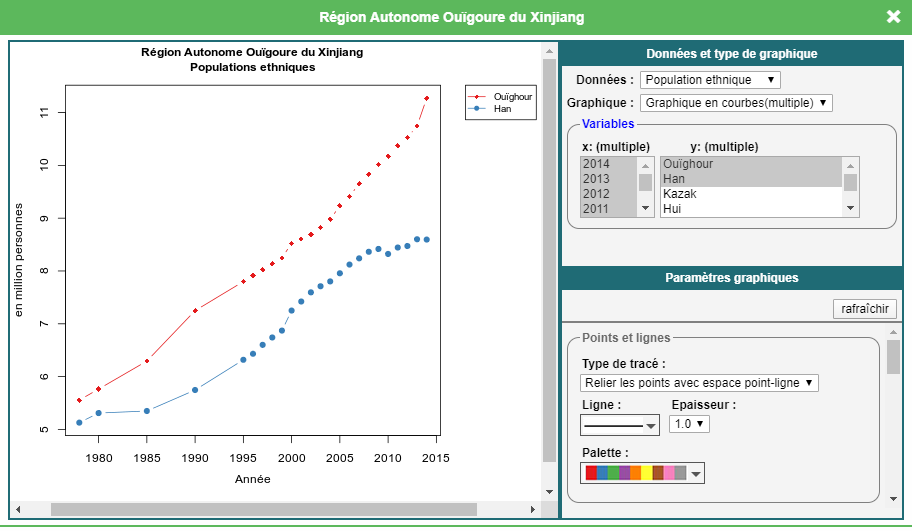
Graphique en courbes

### Cartes générales
Les cartes sont interactives et publiées à cinq échelles. Les quatre premières échelles correspondent respectivement aux niveaux administratifs de province, préfecture, district et village, et la dernière montre la carte topographique de la région. Les entités géographiques représentées comprennent les divisions administratives, villes, villages, transports, systèmes hydriques, agriculture, sylviculture, élevage, industrie, géomorphologie, tourisme et autres.

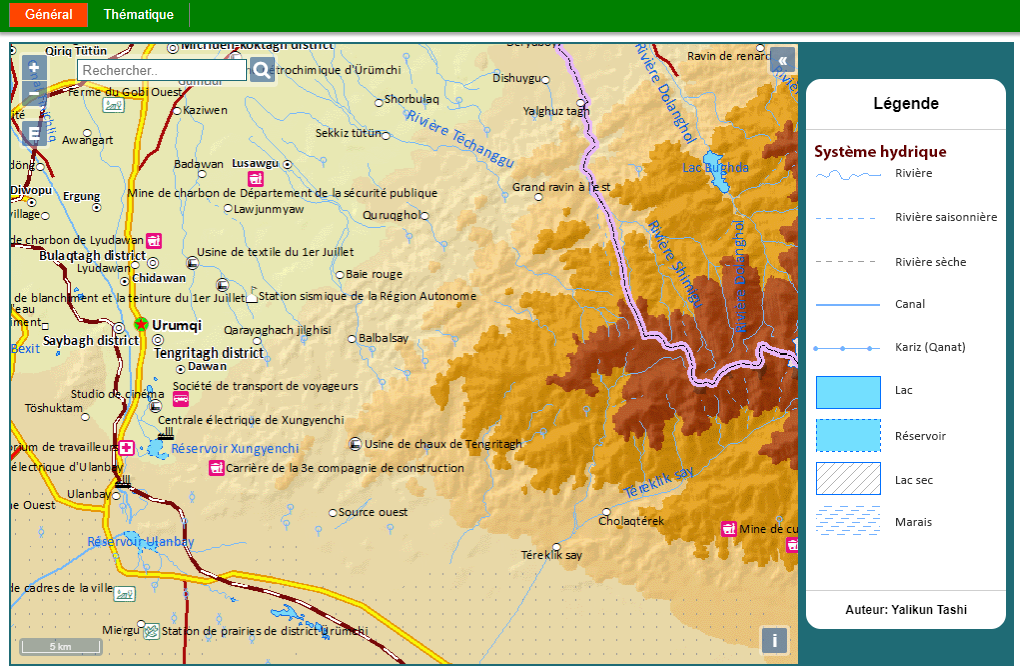
La carte topographique de la région du Xinjiang

### Cartes thématiques
Quatre types de carte sont possibles : choroplèthe, diagramme en secteur, densité de points et diagramme à barres. Les choix cartographiques sont imposés à l’utilisateur et ne peuvent déroger à la sémiologie graphique. 43 thèmes sont disponibles pour les années allant de 1949 à 2014. Les utilisateurs produiront des cartes thématiques de façon interactive en fonction des thèmes et paramètres cartographiques sélectionnés.

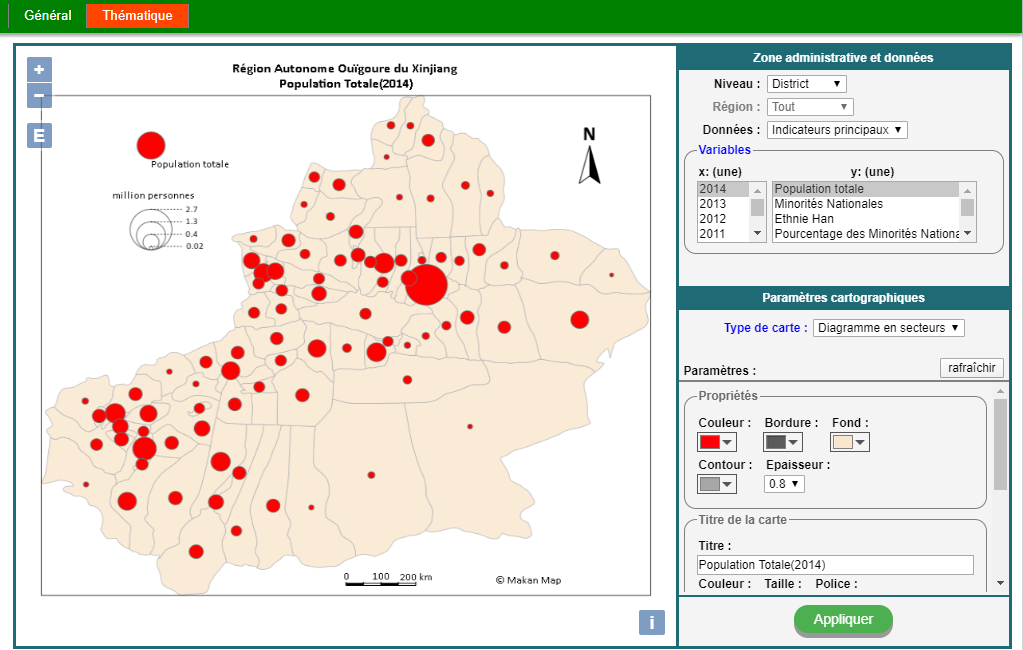
Carte thématique